# Соколянський Іван Опанасович

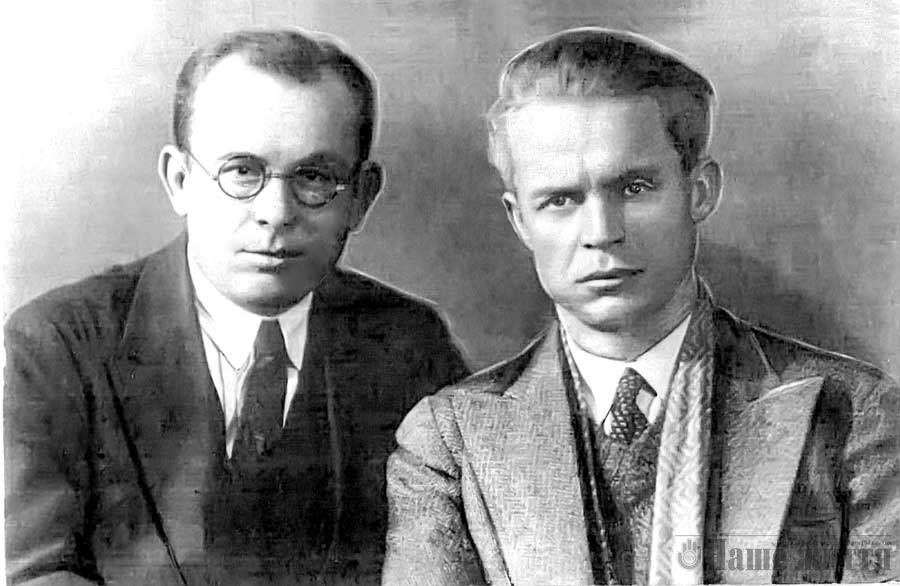
Іван Соколянський (ліворуч) та Олександр Довженко, 1930-ті роки

Іван Опанасович Соколянський (6 квітня 1889, станиця Дінська, Кубань, Російська Імперія - 27 листопада 1960, Москва) — український вчений педагог у галузі дефектології, досліджував питання сурдо- і тифлопедагогіки.

## Життєпис
Іван Соколянський народився 6 квітня 1889 р. в українській козацькій родині у станиці Дінській на Кубані.
По закінченню школи вступив до Кубанської учительської семінарії в м. Катеринодарі, брав активну участь в революційних подіях на Кубані у 1905 році, за що 16-літнім студентом був заарештований царською поліцією, занесений у списки неблагонадійних і засланий до Вологодської губернії. За півроку в процесі деякого полегшення репресій його звільнили.
Молодий юнак Іван Соколянський при підтримці родини переїхав у 1907  р. до столиці – Петербурга, де вирішив здобути вищу освіту на Маріїнських педагогічних курсах, де й отримав дефектологічну освіту (на відділенні навчання і виховання глухонімих). Соколянський познайомився з викладачем глухонімимих дітей Ю.А. Якимовою, спостерігав її заняття, вперше довідався про існування в Америці спеціальних шкіл для глухонімих, став відвідувати цікаві лекції П.Ф. Лесгафта, на яких почув «науку про людину». Спілкування з глухонімими в дитинстві, відомості про досягнення у світі в цій галузі привели його до обрання основним у своєму житті напрямку виховання та навчання дітей з порушеними органами чуття.
Впродовж 1908-1913 рр. навчався в Санкт-Петербурзькому психоневрологічному інституті на педагогічному відділенні природничо-історичного факультету. Його вчителями були відомі вчені І. Павлов, В. Бехтерєв, М. Введенський, О. Нечаєв, П. Лесгафт, які визначили психофізіологічні орієнтації подальшої педагогічної та наукової діяльності Івана Опанасовича. Ще студентом юнак зацікавився питаннями дефектології. У цьому напрямі він і почав свою педагогічну діяльність: навчаючись в інституті, став викладачем Олександрівського (нині м. Запоріжжя) училища для глухонімих, де і працював у 1910 — 1919 рр. Згодом працював учителем у школі-санаторії м. Євпаторії.
Саме Іван Соколянський вперше поставив питання про навчання дітей рідною, українською, мовою (у грудні 1910 р.). Він зауважував, що «сама школа ставить серйозні перешкоди: замість того, щоб розвивати рідну мову, зачатки якої є майже у кожної дитини при вступі у школу, вона переучує її». Матеріал «Про навчання українських глухонімих дітей рідною мовою» був наданий до презентації на Всеросійському з’їзді діячів виховання, навчання та захисту глухонімих дітей. Доповідь на засіданнях зачитаною не була, але в 1911 р. її опублікував український педагогічний журнал «Світло».
У 1919 організував в Умані школу для глухонімих.
З остаточним установленням радянської влади вчений цілком віддався розбудові нової системи освіти: у 1920-1921 рр. очолював Київське управління вищих навчальних закладів, а в 1921 р. почав працювати в апараті Наркомосу УСРР. В цей час він викладає сурдопедагогіку та психологію  в Київському інституті народної освіти.
З 1923 працював у Харківському інституті народної освіти на кафедрі дефектології, декан факультету соціального виховання.
Особливими науковими здобутками характеризується харківський період життя Івана Опанасовича (1923–1939). Надзвичайно важливими для педагогічної теорії і практики стали результати його досліджень різних аспектів соціалізації дітей зі спеціальними потребами, характерною ознакою яких була всебічна практична спрямованість. Вже першого року свого перебування в Харкові І.  Соколянський створив при педагогічній лабораторії дослідницької станції спеціальний відділ сліпоглухонімих, а незабаром і лікувально-педагогічні кабінети, де застосовували всі досягнення тогочасної дефектології. Співробітники цих кабінетів не лише займалися науково-дослідною роботою, але й надавали реальну допомогу дітям з комбінованими вадами.
У 1925 р. організував у Харкові школу-клініку для сліпоглухонімих. Цей заклад набув світового визнання як перший у світі науково-педагогічний заклад для дослідження, виховання і навчання сліпоглухонімих дітей. Досвід роботи цієї школи зацікавив багатьох вчених. Зокрема, в 1935 році делегати Міжнародного конгресу фізіологів відзначили успіхи дітей цієї школи та високо оцінили методику їх навчання. Втім у 1938 школа припинила функціонування.
Один з організаторів Українського науково-дослідного інституту педагогіки.
З 1929 директор Науково-дослідного інституту дефектології УРСР, де також завідував секцією дефективного дитинства.
На початку 30-х років досяг світового визнання як автор оригінальної методики навчання сліпоглухонімих дітей.
1930 р. був громадським звинувачем на процесі Спілки визволення України.
Був дійсним членом Українського інституту експериментальної медицини, професор факультету охорони материнства Харківського медичного інституту. Саме у харківський період вийшли друком його статті з спеціальної педагогіки: «О так называемом чтении с губ глухонемыми» (1925); «Артикуляционные схемы рецепторной и эффекторной речи глухонемых (1926)»; «О методе обучения глухонемых устной речи» (1930). Розглядав педагогіку як науку про організацію певних зумовлених форм поведінки людської особистості (або колективу); доводив необхідність застосування ланцюгової методики Павлова у навчанні (на прикладі фізично дефективних дітей); великого значення надавав дитячому рухові — піонерській організації з точно визначеним класовим підходом; зосередив увагу на педологічному вивченні питань дитячого руху, соціального виховання і дитячої дисципліни.
Розгорнутий на початку 30-х років в Україні терор торкнувся й Івана Панасовича: його двічі заарештовували за найпоширенішим у ті часи звинуваченням – за прояви націоналізму. Вперше це сталося 1933 р. – за «належність до української контрреволюційної організації», тоді він відбув декілька місяців тюрми.
У 1934 р. отримав звання професора. У 1936  р. запатентував один з головних своїх винаходів – «машину для читання сліпими і сліпоглухими тексту». За допомогою цього пристосування незрячі змогли розпізнавати звичайний друкарський шрифт. Серед інших винаходів Соколянського – «телетактор» (цей апарат зміг перетворювати звичайний друкований текст у рельєфно-крапкову абетку і навпаки), «брайлівський екран для глухонімих», «дактиля тор» (прилад для одночасного контакту з будь-якою кількістю сліпоглухих), «мобілограф» (пристосування для запису рухових невимушених реакцій у сліпоглухонімих дітей), «механічний буквар» тощо.
У жовтні 1937 р. його було заарештовано вдруге, і знову за «націоналістичну діяльність». Важливу роль у його звільненні відіграв Максим Горький, який листувався з педагогом і високо оцінював результати його роботи з сліпоглухонімими дітьми.
У травні 1939 р. справу проти нього припинили. З цього часу працював старшим науковим співробітником у Москві в Науково-практичному інституті спеціальних шкіл і водночас завідував школою для глухих дітей при цьому інституті. Під час німецько-радянської війни був евакуйований разом зі школою до Пензенської обл., потім до м. Новосибірськ. У 1947 р. за сукупністю праць Івану Опанасовичу присвоєно науковий ступінь кандидата педагогічних наук. У 1948 р. відновили звання професора. У 1957 повністю реабілітований.
Вчений-педагог створив оригінальну методику навчання сліпоглухонімих, яка отримала визнання в усьому світі, розробив конструкцію читальної машини для сліпих, що дозволило цим людям здобувати освіту, навіть вищу. Підготував десятки кваліфікованих педагогів та лікарів для роботи з дітьми, які мають вади зору та слуху. Автор близько 60 наукових праць, під його керівництвом виконано та надруковано понад З0 наукових робіт . Зокрема, у 1962 в Москві вийшла друком його книга «Обучение и воспитание слепоглухонемых», редагування якої завершив його учень О. І. Мещеряков. Про педагогічну діяльність Соколянського йдеться у книзі його учениці, сліпоглухонімої поетеси та дослідниці О. І. Скороходової «Как я воспринимаю, представляю и понимаю окружающий мир».

## Нагороди
За свою педагогічну діяльність  Академією педагогічних наук РРФСР нагороджений 2-ю премією та медаллю імені К. Д. Ушинського (1947).
Лауреат Державної премії СРСР (1980, посмертно).
Окремі праці:
1. Соколянський І.П. Про так зване читання з губ глухонімими // Український вісник  експериментальної педагогіки та рефлексології. 1926. Вип.2. С. 35-37.
2. Соколянський І.П. До класифікації подразників. // Там само 1926. Вип. 3.
3. Соколянский И.А. Обучение слепоглухонемых детей // Обучение и воспитание    слепоглухонемых детей. – М.: АПН РСФСР. – 1962.– Вып.121.
4. Соколянский И.А. Обучение слепоглухонемых детей // Дефектология. - 1989. -№ 2.[2]